# Dina Hegazy
Dina Hegazy, née le 21 mars 1989, est une nageuse égyptienne.

## Carrière
Dina Hegazy est médaillée d'argent du 50 mètres dos et du 100 mètres dos et médaillée de bronze du 200 mètres dos ainsi que du relais 4 x 100 mètres quatre nages aux Championnats d'Afrique de natation 2006 à Dakar.
Aux Jeux africains de 2007 à Alger, elle est médaillée d'argent du relais 4 x 100 mètres nage libre.